# Kultradio
Kultradio war ein privater Hörfunksender der Kultradio.fm UG und wurde bis 26. November 2018 terrestrisch über DAB+ in Bayern ausgestrahlt, seitdem wurde das Programm online als Webstream verbreitet. „Kultradio“ wurde als 24-Stunden-Vollprogramm verbreitet. Der Slogan des Anbieters lautete „Kultradio – Besser ist das“ und richtete sich mit einem Oldie-basierten AC-Hörfunkformat an eine Zielgruppe zwischen Mitte 20 und Mitte 60.

## Geschichte
Kultradio wurde über DAB+ ausgestrahlt. Nach einer mehrwöchigen Testphase begann am 12. Januar 2015 offiziell die Verbreitung in ganz Bayern über den Kanal 10D. Sitz des Senders war in den Studios der TMT GmbH & Co. KG in Bayreuth.
Ursprünglich wurde Kultradio über den bayernweiten Privat-Mux auf Kanal 10D übertragen, dieser wurde jedoch zugunsten des Aufbaus der regionalen DAB+ Ensembles des Bayerischen Rundfunks abgeschaltet. Im weiteren Verlauf konnte Kultradio über regionale DAB+ Ensembles bayernweit empfangen werden.
Anfang Oktober 2018 teilte der Sender mit, dass aus wirtschaftlichen Gründen die terrestrische Übertragung über DAB+ beendet werden soll. Am 5. Oktober 2018 wurde dann der moderierte Sendebetrieb eingestellt und ein unmoderiertes Programm weitergesendet. Der DAB-Sendeplatz wurde am 26. November 2018 von Radio Teddy übernommen. Seit dem 26. November 2018 wurde nur noch ein automatisch generierter Webstream übertragen. Am 5. Februar 2020 wurde auch dieser Webstream abgeschaltet und der Betrieb damit eingestellt.

## Programm und programmbegleitende Aktivitäten
Das Programm von Kultradio bestand hauptsächlich aus Titeln der 60er, 70er, 80er, 90er und frühen 2000er. Kultradio war werktags von 06:00 Uhr bis 19:00 Uhr live moderiert. Im Tagesprogramm fanden sich stündlich Nachrichten, Wetter, Verkehrsmeldungen, aktuelle Berichte und Informationen regional und überregional, sowie einige musikalische Rubriken.
Kultradio bot auf seiner Website zusätzliche Dienste und Titelinformationen, einen Livestream in unterschiedlichen Bandbreiten und Audioformaten und weitere Dienste in sozialen Netzwerken.